# Universidad Christopher Newport
La Universidad Christopher Newport (en inglés: Christopher Newport University, CNU) es una universidad pública en Newport News, Virginia. Fue fundado en 1960 y lleva el nombre de Christopher Newport, capitán de uno de los barcos que transportaba a los colonos de Jamestown, el primer asentamiento inglés permanente en América del Norte.

## Historia
En 1960, la ciudad de Newport News se unió a la Mancomunidad de Virginia para crear Christopher Newport College (CNC), que abrió sus puertas en 1961 y en ese momento estaba ubicado en el antiguo edificio de la escuela John W. Daniel. El colegio fue fundado como una extensión del College of William and Mary y ofreció cursos de extensión que ya habían estado disponibles en el área durante algún tiempo. En 1964, la universidad se trasladó a su ubicación actual, un terreno de 75 acres (300 000 m 2 ) comprado y donado por la ciudad. Ese mismo año, el primer edificio permanente de la universidad se dedicó como Christopher Newport Hall. En 1971, CNC se convirtió en una universidad de cuatro años; sin embargo, siguió siendo una extensión de William & Mary hasta 1977, cuando logró su independencia. En 1992, el colegio se convirtió en una universidad bajo el liderazgo del presidente Anthony R. Santoro, quien supervisó la construcción de la primera residencia. En 1996, CNU hizo planes para volverse más competitivo. Esos planes incluían la expansión de la propiedad universitaria, varios edificios nuevos y residencias universitarias, así como la revisión de los programas académicos y el proceso de admisión.

### Presidentes
- H. Wescott Cunningham: 1961-1970
- Dr. James C. Windsor: 1970–1979
- Dr. John E. Anderson: 1979–1987
- Dr. Antonio Santoro: 1987–1996
- Paul S. Trible: 1996–2022

## Programas académicos
Christopher Newport University ofrece una variedad de licenciaturas en ciencias y licenciaturas en artes de cuatro años. Los programas de posgrado en física aplicada y ciencias de la computación, ciencias ambientales y enseñanza también están disponibles en cinco años de licenciatura a maestría, así como en formatos tradicionales. Los programas académicos se ofrecen a través de la Facultad de Artes y Humanidades, la Facultad de Ciencias Naturales y del Comportamiento y la Facultad de Ciencias Sociales, incluida la Escuela de Negocios Joseph W. Luter III.

### Escuela de Negocios Joseph W. Luter III
La Escuela de Negocios está acreditada por la AACSB. La Escuela Luter ofrece títulos en administración, marketing, contabilidad y finanzas, e incluye un programa de Maestría en Análisis Financiero. Alan Witt, graduado de la promoción de 1976 y exdirector ejecutivo de PBMares, fue nombrado decano de Luter School of Business el 17 de agosto de 2021.

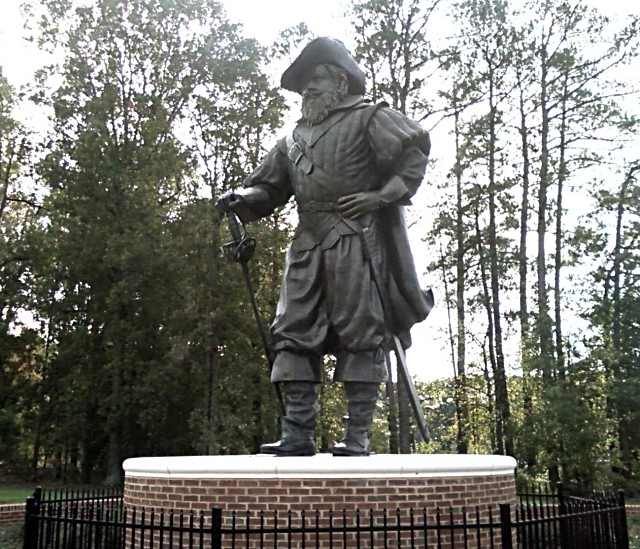
Estatua de Sir Christopher Newport

### Facultad de Artes y Humanidades
La Facultad de Artes y Humanidades de CNU incluye los Departamentos de Inglés, Bellas Artes e Historia del Arte, Historia, Lenguas y Literaturas Modernas y Clásicas, Música, Filosofía y Religión, y Teatro y Danza.

#### Departamento de Bellas Artes e Historia del Arte
El Departamento de Bellas Artes, ubicado en el Centro de Bellas Artes Mary M. Torggler, ofrece una licenciatura en bellas artes con especialización en historia del arte y arte de estudio.

#### Departamento de Teatro y Danza
El Departamento de Teatro y Danza ofrece una licenciatura en artes teatrales y una licenciatura en música.

### Cuerpo de Entrenamiento de Oficiales de Reserva del Ejército (ROTC)
El Cuerpo de Entrenamiento de Oficiales de la Reserva del Ejército ha mantenido una fuerte presencia en CNU durante varios años, ofreciendo entrenamiento en el aula y en el campo. El programa es un componente del programa ROTC del College of William and Mary, conocido como el Batallón de la Guardia Revolucionaria. Comisiona a varios nuevos subtenientes del Ejército de los Estados Unidos cada año.

## Deportes
CNU compite en la Coast to Coast Athletic Conference de la División III de la NCAA. El equipo de fútbol americano compite en la New Jersey Athletic Conference ya que no hay fútbol americano en la C2C.
El Freeman Center alberga los equipos de baloncesto, voleibol y atletismo bajo techo, mientras que los equipos de lacrosse, fútbol, béisbol, softbol y hockey sobre césped juegan en un complejo llamado "Captain's Field". Los equipos de fútbol y atletismo al aire libre compiten en el TowneBank Stadium. Ratcliffe Hall se amplió en 2012 y ahora incluye varias oficinas deportivas, así como el gimnasio universitario. La sede del equipo de vela está ubicada cerca del campus a lo largo del río James.
Los programas de los clubes deportivos de CNU incluyen hockey sobre hielo, equitación, doma clásica, ciclismo, pesca, lacrosse, artes marciales, escalada en roca, rugby, buceo, danza de la tormenta plateada, fútbol, natación, tenis de mesa, tenis, frisbee definitivo, remo y voleibol.
Deportes oficiales:
- Béisbol
- Cross country (masculino y femenino)
- Baloncesto (masculino y femenino)
- Animación
- Hockey sobre césped
- Fútbol americano
- Golf
- Lacrosse (masculino y femenino)
- Vela
- Fútbol (masculino y femenino)
- Sóftbol
- Natación
- Tenis (masculino y femenino)
- Atletismo
- Vóleibol

## Campus

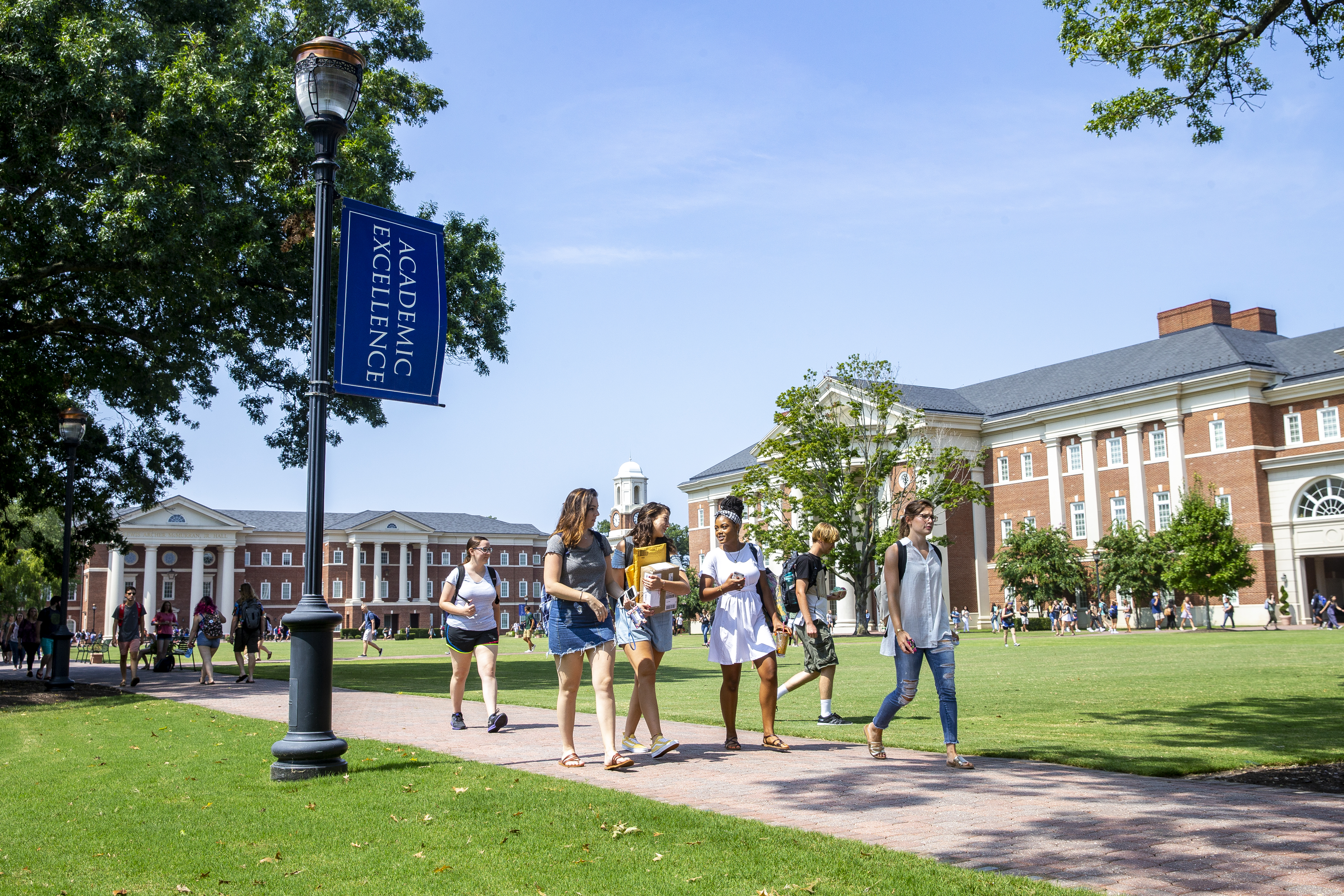
The Great Lawn of Christopher Newport University, con los edificios académicos McMurran y Forbes

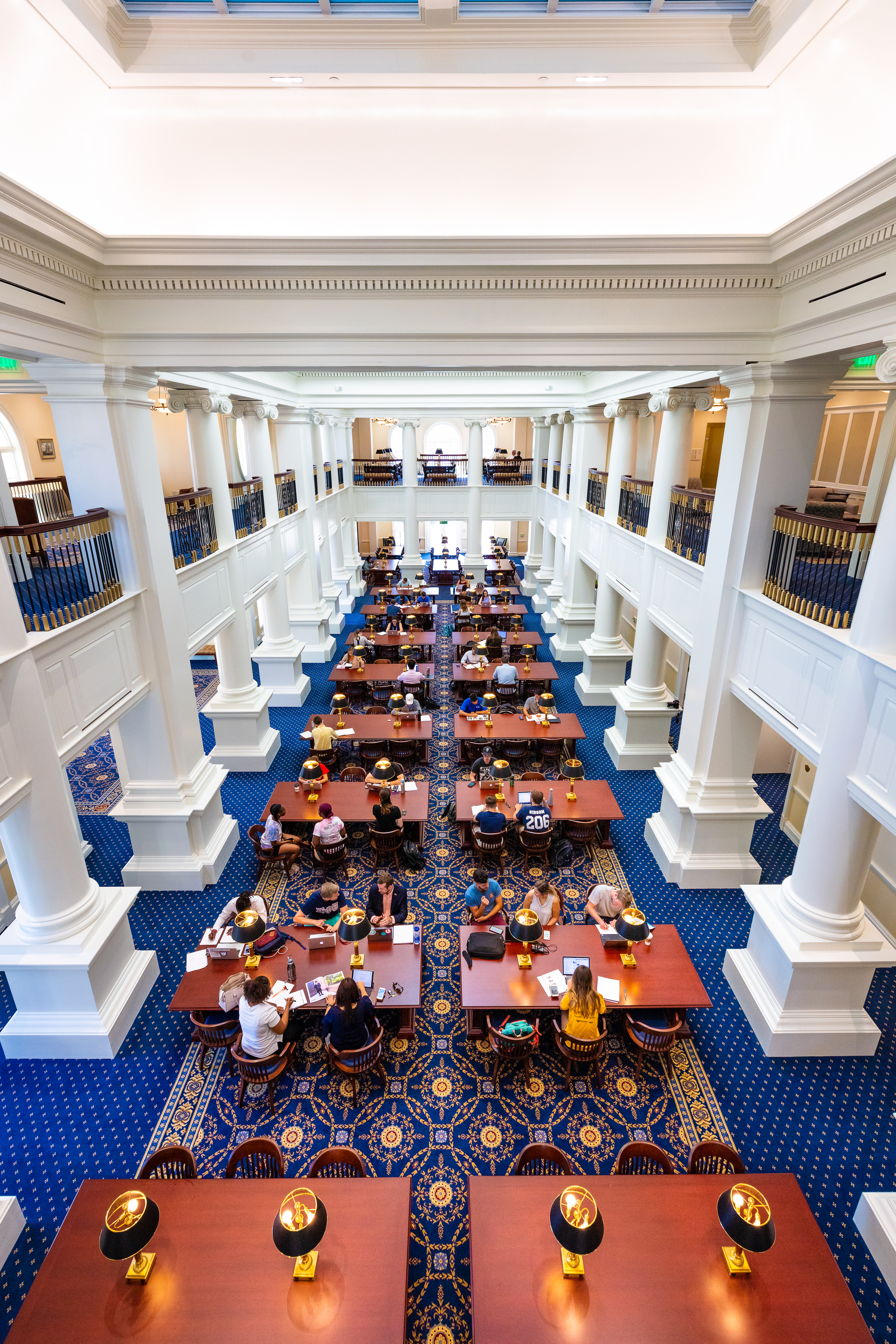
La sala de lectura de la biblioteca Paul and Rosemary Trible

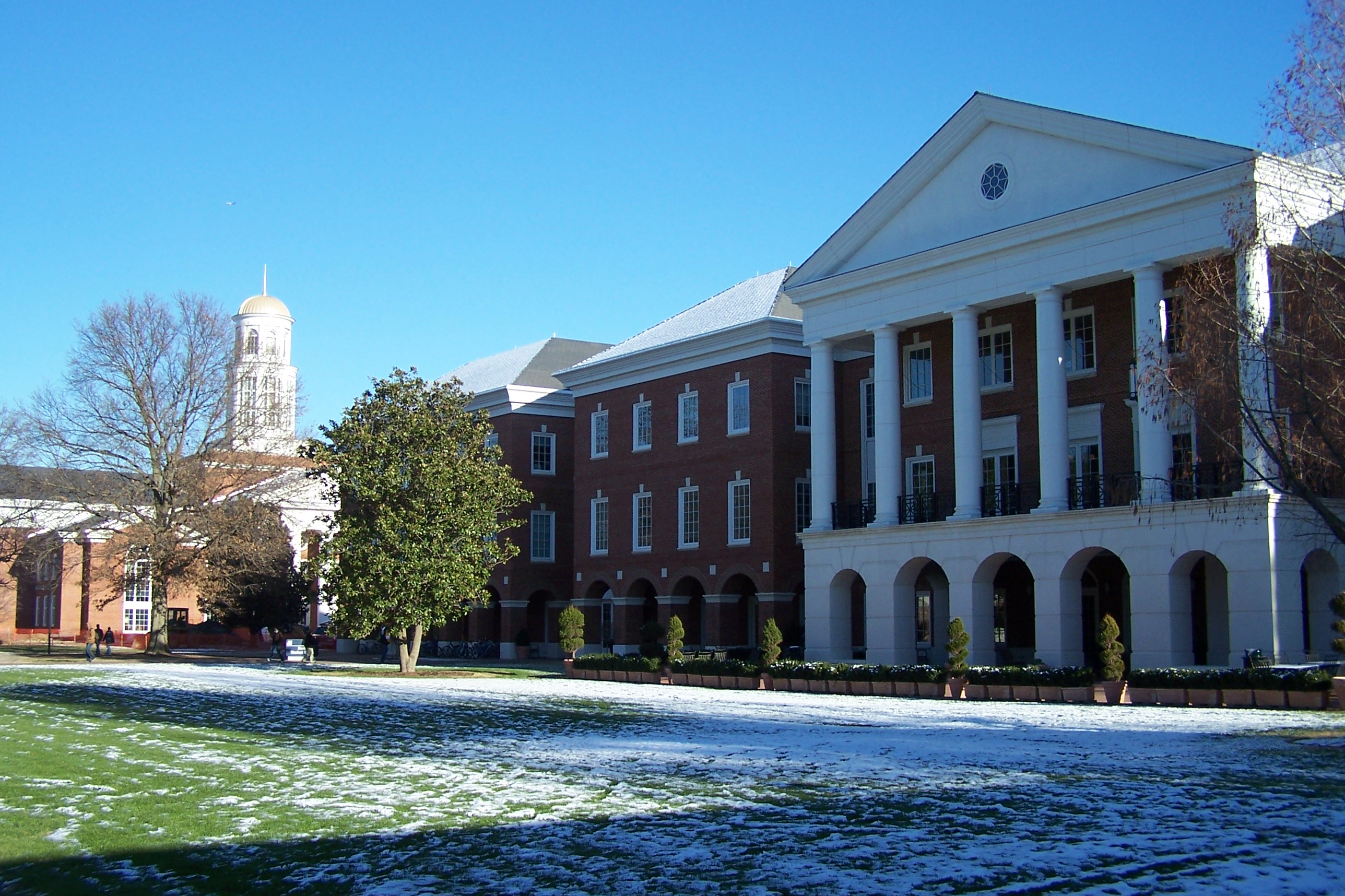
La Unión de Estudiantes de David

### Residencias
Las residencias estudiantiles en el campus generalmente están segregadas según la clase de estudiante que vive en ellas. En los últimos años, se han promulgado nuevas políticas que requieren que todos los estudiantes de primer y segundo año vivan en una instalación de vivienda en el campus, a menos que vivan en la zona de tránsito. A partir de la clase de 2014, todos los estudiantes deben vivir en el campus durante el tercer año además de su primer y segundo año.

### Unión de Estudiantes de David
La Unión de Estudiantes de David (DSU) es una instalación de $36 millones, 116,000 pies cuadrados (10,800 m2) cuya construcción comenzó en 2003 y abrió el 9 de septiembre de 2006. Construido en un estilo arquitectónico "neo -georgiano", el primer piso contiene la tienda de conveniencia del campus, paralela a los comedores de DSU: The Discovery Bistro, Discovery Cafe, Chick-fil-A , Discovery Pizza, y Regatta's. La librería y la tienda de conveniencia del campus cerraron durante el semestre de otoño de 2010 a favor de una librería en línea y en su lugar contiene una sala de estudiantes, una oficina de admisiones y una tienda de ropa. Todos los estudiantes del campus reciben un buzón y acceso a una oficina postal de servicio completo ubicada en el segundo piso de la DSU. Cuatro grandes salas de conferencias que llevan el nombre de expresidentes de EE. UU. están ubicadas alrededor de un vestíbulo central en la parte superior de las escaleras. El salón de baile también se encuentra en el segundo piso. El edificio alberga oficinas para Vida Estudiantil, Bitácora del Capitán, Servicios Auxiliares, Estudios en el Extranjero y otros. Se proporcionan escritorios privados con computadoras para los estudiantes, así como secciones de estudio tranquilas y áreas recreativas. El edificio recibió su nombre en honor a William R. y Goldie R. David.

### Edificios académicos
Para la apertura del semestre de primavera de 2010, la Universidad Christopher Newport inauguró el Lewis Archer McMurran Jr. Hall. Este edificio tiene una arquitectura neogeorgiana. El edificio tiene 85,000 pies cuadrados y enmarca el Great Lawn de la universidad en su lado occidental. McMurran Hall alberga los Departamentos de Lenguas y Literaturas Modernas y Clásicas, Historia, Inglés y Gobierno. Tiene una sala de conferencias para 150 personas, dos salas de conferencias para 50 personas y más de 25 aulas más.
Al norte de McMurran Hall se encuentra Ratcliffe Hall, la antigua sede de los Departamentos de Inglés y Gobierno. Una vez que el gimnasio de CNU, el edificio fue renovado para incluir aulas y oficinas para estudiantes y profesores. Otros edificios académicos en el campus incluyen Gosnold Hall, Forbes Hall y el Business and Technology Center (BTC Building), ubicado frente a Prince Drew Lane. El Ferguson Center for the Arts alberga los Departamentos de Música y Teatro y Danza. La incorporación más reciente a los edificios académicos es el Centro de Bellas Artes Mary M. Torggler, que se convirtió en la sede del Departamento de Bellas Artes e Historia del Arte tras su inauguración en 2021.
Wingfield Hall, la antigua sede de los Departamentos de Psicología y Lenguaje, fue demolida en 2011 para dar paso a Joseph W. Luter Hall, sede de la escuela de negocios.
El Joseph W. Luter III Hall es la casa de la Luter School of Business. El edificio, siguiendo la arquitectura neogeorgiana de las nuevas estructuras circundantes, tiene una nueva sala de conferencias escalonada de 100 asientos, 14 aulas tradicionales, laboratorios de enseñanza, laboratorios de investigación y oficinas de profesores.
El Edificio de Ciencias Integradas Mary Brock Forbes es un salón académico de 14 500 m2 situado en el borde norte del gran jardín y alberga la Facultad de Ciencias Naturales y del Comportamiento, así como las facultades de Biología, Química, Ciencias Ambientales y departamentos de Psicología. También incluye espacios para que los estudiantes interactúen, 50 oficinas de profesores, una gran sala de conferencias, 50 aulas y laboratorios de investigación.

### Biblioteca Paul and Rosemary Trible

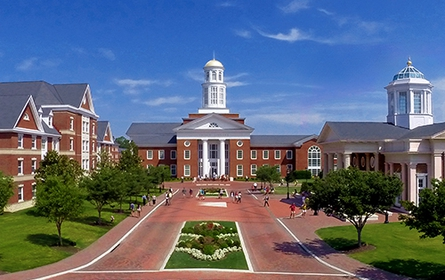
La entrada a la Universidad Christopher Newport, con la residencia de estudiantes de primer año de York River Hall, la Biblioteca Trible y la Capilla del Papa

La biblioteca de la universidad, renombrada por Rosemary y Paul S. Trible Jr., tuvo una adición multimillonaria completada a principios de 2008. La nueva instalación de 110,000 pies cuadrados (10,000 m 2 ) alberga la mayor parte de su colección en la sección original. La nueva biblioteca se inauguró el 24 de enero de 2008 y se inauguró por completo al comienzo del semestre de primavera de 2008. La Biblioteca Trible cuenta con un nuevo Einstein's Cafe, una sala de estudio abierta las 24 horas y un servicio de asistencia de TI.
A principios de 2009, la Biblioteca del Museo de los Marineros se mudó a la Biblioteca Trible, brindando a los estudiantes ya la comunidad un acceso conveniente a la colección de historia marítima más grande del hemisferio occidental. La Biblioteca Paul and Rosemary Trible se expandió a partir de 2016 para agregar otro piso a la parte trasera de la instalación. Debido a las renovaciones, la Biblioteca del Museo de los Marineros se mudó nuevamente al Museo de los Marineros y reabrió en el otoño de 2017.
En agosto de 2018, se inauguró la expansión de la biblioteca agregando 3 pisos de espacio nuevo. Las adiciones incluyeron un teatro de 100 asientos, un Media Center ampliado, una sala de lectura de dos pisos y 44 salas de estudio grupales.

### Centro Ferguson para las Artes
En 1996, la universidad adquirió el edificio y la propiedad de Escuela Secundaria Ferguson, que estaba junto al campus. Este edificio se usó para aulas hasta que se renovó por completo para convertirse en el Ferguson Center for the Arts, que abrió sus puertas en el otoño de 2005. Muchas características de la escuela secundaria original, que estaba ubicada entre lo que ahora es la sala de conciertos y el teatro y la música salón, todavía se puede ver en todo el edificio actual. Alberga una sala de conciertos de 1.725 asientos que está diseñada acústicamente para que cualquier persona en el escenario pueda ser escuchada desde cualquier asiento sin micrófono, una sala de música y teatro de 453 asientos y un estudio de teatro de 200 asientos. También contiene dos galerías de arte, un estudio de danza y varias aulas.

### Centro de Bellas Artes Mary M. Torggler
Abierto por primera vez en el otoño de 2021, el Centro de Bellas Artes Mary M. Torggler sirve no solo como edificio académico del Departamento de Bellas Artes e Historia del Arte de la Universidad Christopher Newport, sino también como un centro de bellas artes para el área circundante de Hampton Roads, Virginia . Según su sitio web , Torggler Center, "... busca enriquecer el paisaje cultural de la comunidad de Virginia presentando una programación excepcional de artes visuales que potencia la expresión creativa, el pensamiento crítico, el aprendizaje permanente y el diálogo cultural". El Centro Torggler alberga exhibiciones rotativas, clases comunitarias, clases universitarias y galerías centradas en exalumnos.

### Capilla del Papa

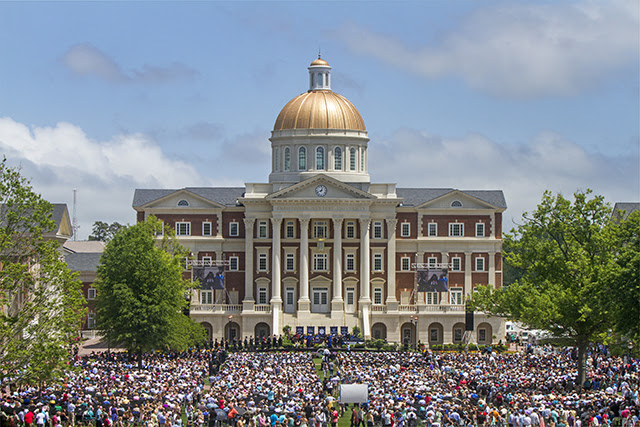
Christopher Newport Hall durante la ceremonia de graduación de mayo de 2015

Inaugurada a principios de 2013, la Capilla del Papa, llamada así por Larry Pope de Smithfield Foods, es un lugar de reunión de 1300 m2 para varias organizaciones religiosas en el campus ubicado en la entrada del campus frente a York River Hall y Trible Biblioteca.

### Christopher Newport Hall
En el otoño de 2015, se inauguró un nuevo edificio administrativo y se llamó Christopher Newport Hall. La estructura de 7,500 m2 alberga la Oficina de Admisión, Oficina del Registrador, Ayuda Financiera, Vivienda, el Centro para el Éxito Académico, el Programa de Liderazgo del Presidente y el Centro de Planificación de Carrera, entre otros. La instalación de $ 42 millones sirve como un nuevo hito en el campus y está en la cabecera del Great Lawn frente a Lewis Archer McMurran Jr. Hall. En mayo de 2015, hacia el final de la construcción, Newport Hall sirvió como telón de fondo para las ceremonias de graduación.

## Vida estudiantil

### Bitácora del Capitán
La Bitácora del Capitán es una organización dirigida por estudiantes que actúa como el periódico oficial de la Universidad Christopher Newport.

### Corrientes
Currents es la revista literaria completamente dirigida por estudiantes de CNU. Los estudiantes de todas las disciplinas pueden enviar poesía, ficción, no ficción creativa, dramaturgia y letras. Currents es también la organización en el campus más antigua de CNU.

### Vida griega
La vida griega en Christopher Newport ha crecido en los últimos años para incluir ocho fraternidades que figuran en la lista de la North American Interfraternity Conference, siete hermandades de mujeres que figuran en la lista de la National Panhellenic Conference y cinco organizaciones griegas que figuran en la lista de la National Pan-Hellenic Council.
| Fraternidades NIC | Hermandades NPC   | Listado NPHC                | Otras fraternidades                                                                      |
| ----------------- | ----------------- | --------------------------- | ---------------------------------------------------------------------------------------- |
| Kappa Delta Rho   | Alpha Phi         | Fraternidad Alpha Phi Alpha | Alpha Chi (Sociedad Nacional de Honor)                                                   |
| Kappa Sigma       | Alpha Sigma Alpha | Hermandad Alpha Kappa Alpha | Alpha Kappa Psi (Fraternidad empresarial profesional mixta)                              |
| Phi Gamma Delta   | Gamma Phi Beta    | Fraternidad Kappa Alpha Psi | Alpha Phi Omega (Fraternidad de servicio mixto)                                          |
| Pi Kappa Alpha    | Phi Mu            | Hermandad Delta Sigma Theta | Alpha Psi Omega (Fraternidad de teatro honoraria mixta)                                  |
| Pi Lambda Phi     | Zeta Tau Alpha    | Hermandad Zeta Phi Beta     | Beta Gamma Sigma (Sociedad de Honor Empresarial)                                         |
| Sigma Phi Epsilon | Alpha Delta Pi    |                             | Beta Beta Beta (Sociedad de Honor Biológica)                                             |
| Delta Upsilon     | Delta Gamma       |                             | Eta Sigma Phi (Sociedad de Hornor de Clásicos)                                           |
| Psi Upsilon       |                   |                             | Gamma Sigma Epsilon (Sociedad Honorífica de Química)                                     |
|                   |                   |                             | Kappa Pi (Fraternidad de Arte Honoraria)                                                 |
|                   |                   |                             | Lambda Pi Eta (Sociedad de Honor de Comunicación)                                        |
|                   |                   |                             | Nu Kappa Epsilon (Hermandad de mujeres del servicio de música)                           |
|                   |                   |                             | Omicron Delta Kappa (Sociedad de Honor de Liderazgo)                                     |
|                   |                   |                             | Phi Alpha (Sociedad de Honor de Trabajo Social)                                          |
|                   |                   |                             | Phi Alpha Delta (Fraternidad profesional previa a la ley)                                |
|                   |                   |                             | Phi Alpha Theta (Sociedad de Honor de Historia)                                          |
|                   |                   |                             | Phi Mu Alpha Sinfonia (Fraternidad social de música)                                     |
|                   |                   |                             | Phi Sigma Tau (Sociedad de Honor de Filosofía)                                           |
|                   |                   |                             | Pi Sigma Alpha (Sociedad de Honor de Ciencias Políticas)                                 |
|                   |                   |                             | Pi Kappa Lambda (Co-fraternidad Honoraria en Música)                                     |
|                   |                   |                             | Pi Mu Epsilon (Sociedad de Matemáticas)                                                  |
|                   |                   |                             | Psi Chi (Sociedad de Honor de Psicología)                                                |
|                   |                   |                             | Sigma Alpha Iota (Hermandad de Música)                                                   |
|                   |                   |                             | Kappa Kappa Psi (Co-fraternidad Honoraria de Música)                                     |
|                   |                   |                             | Sigma Alpha Omega (Hermandad Cristiana)                                                  |
|                   |                   |                             | Sigma Tau Delta (Sociedad Honorífica Inglesa)                                            |
|                   |                   |                             | Theta Alpha Kappa (Sociedad Nacional de Honor en Religión y/o Tecnología)                |
|                   |                   |                             | Upsilon Pi Epsilon (Sociedad de Honor para las Disciplinas de Computación e Información) |

### Ministerios universitarios
El campus tiene varias organizaciones religiosas. Estos incluyen Reformed University Fellowship (RUF), InterVarsity Christian Fellowship (IV), Young Life, Hillel International, Campus Crusade for Christ (CRU), Because Christ Matters (BCM), Catholic Campus Ministry, The Canterbury Club, Fellowship of Christian Athletes, Luteran Student Fellowship y The Hampton Roads Church Student Fellowship. Estas organizaciones ahora pueden reunirse y realizar eventos en la Capilla del Papa, que se inauguró a principios de 2013.

### WCNU Radio
WCNU Radio es una estación de radio basada en la web, no comercial y dirigida por estudiantes.

## Personas notables

### Alumni
- William Lamont Strothers (BA, '91); Jugador de la NBA, Portland Trail Blazers, Dallas Mavericks
- Robin Abbott (BA, '98);  Ex Representante de la Cámara de Delegados de Virginia para el Distrito 93
- Michael Caro; (BA '08); jugador de fútbol
- Shirley Cooper; (BA '64); Ex Representante de la Cámara de Delegados de Virginia para el Distrito 96
- Gary Hudson; actor - no se graduó
- Karen Jackson (BA '87), exsecretaria de tecnología de Virginia
- Randall Munroe (BS '06) creador
- Chris Richardson;
- Sam Ruby; (BA '82); Ingeniero de software
- Colleen Doran
- C9 Meteos
- Michael P. Mullin
- Jesse Pippy
- Melanie Rapp
- Kaitlyn Vincie
- Jeion Ward
- Mojo Rawley; (AS ‘05) exjugador de la NFL de los Green Bay Packers y luchador profesional en la WWE
- Noah Green; (BA, '19) Autor del ataque al Capitolio de los Estados Unidos de abril de 2021[15]

### Otras lecturas
- Quarstein, John V.; Rouse, Parke S. Jr (1996).  Finneran, Elisa F., ed. Newport News - A Centennial History. Newport News, Virginia: Biblioteca del Congreso.